# X-Moto
X-Moto是一個免費且開放原始碼的2D摩托車電腦遊戲，仿照Elasto Mania。但還有Linux、FreeBSD、Mac OS X、Windows等版本。在這個遊戲裡，物理模擬扮演著相當重要的角色。X-Moto從2005年開始開發。

## 玩法
玩家要先選擇一個關卡並試著蒐集到所有草莓（一定要搜完），接著去觸碰花即可完成一關。阻礙著關卡完成的是一個個具有挑戰性及趣味的地形，還有避開一種稱為「wrecker」的東西，只要身體或車身的任何一個地方碰到wrecker，或是頭部碰撞倒花和草莓之外的東西。遊戲將會立即結束。「Script關卡」有一大堆可能會動的陷阱或機關，而X-Moto的腳本系統也非常之多變，甚至連重力常數、地心引力的方向皆可自訂，也造就了這個遊戲的趣味及多變性。不管是輸是贏，都可以把遊戲紀錄儲存成重播紀錄檔觀看，或是用「鬼影模式（Ghost Mode）」可以讓贏得最高紀錄的玩家以半透明顯示在螢幕上，並想辦法再度超越牠。玩家甚至可以把最高紀錄上傳到官方伺服器，並設有排行榜。
X-Moto每次開啟時都會自動下載其他玩家或熱衷者自製的關卡，這些關卡是用Inkscape的擴充套件來製作。

## 与Elasto Mania
Elasto Mania 是中国大陆曾经流行的疯狂摩托（车）／穿越
最显著的地方在于授权，XMoto是自由软件，Elasto Mania是共享软件。导致两者发展情况不同，前者凭借更多参与者开发。
|          | X-Moto                             |
| 引擎效能 | 强大。真实的越野模拟。缺乏重力。   |
| 刹车     | 弱。像现实中一样滑动如果刹车太轻。 |
| 角度改变 | 平滑                               |
| 悬挂     | 艰难坎坷。有负担时前轮同样刹车。   |

```
X-Moto保持前轮抬起并且引擎。防止前轮刹车并维持接触地面充分利用引擎推力。
```

## 視訊音頻
全2D的簡單畫面，但所有關卡地圖皆為向量形式，3D加速用來快速渲染。如果電腦配備足夠，也能開啟一些特效 音效很少。只有引擎音效，勝利、失敗和摘取草莓，主菜單等少數效果，且只有一段原聲音樂，不過每個關卡都可以有獨自的音樂。
到了0.5.0版後，完成了與Chipmunk library的整合，且開始支援多人連線遊戲。

## 特性
- 高分辨率 2D图像，3D硬件加速（OpenGL）快速渲染
- 制作新地图相當容易，支持自动下载
- 使用Inkscape和 Inksmoto 插件 [2]制作地图
- 使用Open Dynamics Engine进行物理现象模拟
- 使用可编程Lua，允许可动物体，各式重力和额外玩家控制
- 可紀錄重播紀錄
- 在线分数排行，包括在线最高纪录回放
- 可以更换主题
- 鬼影模式

## 反响
| - Free Software Directory: - Download.com: - Softonic: 7.82/10 | - The Linux Game Tome: - Uptodown: 3.7/5 |